# NTv2
NTv2（National Transformation version 2）は標準化されたバイナリのグリッドシフト（.GSB）ファイルフォーマットである。これを利用すると、たとえばNAD27とNAD83測地参照系の間で変換を行える。変換は2次元（2D）もしくは水平であり、高さは必要ではない。

## 開発と採用
National TransformationフォーマットはNatural Resources CanadaのGeodetic Survey DivisionがNAD27とNAD83間の変換のために開発したが、オーストラリア、ベルギー、ブラジル、カナダ、フランス、ドイツ、ニュージーランド、ポルトガル、南アフリカ共和国、スペイン、スイス、ベネズエラ、イギリスなど、他の複数の国でも採用された。